# Puma (камуфляж)
Wz. 89 Puma (від пол. wzior 89 Puma — дослівно візерунок-89 «Пума») — 2-колірний деформаційний військовий камуфляж, що використовувався Збройними силами Польщі в 1989—1993 роках. В 1989 році камуфляж Puma замінив попередній камуфляж Wz. 68 Moro, а в 1993 році був, своєю чергою, замінений на камуфляж Wz. 93 Pantera.

## Візерунок

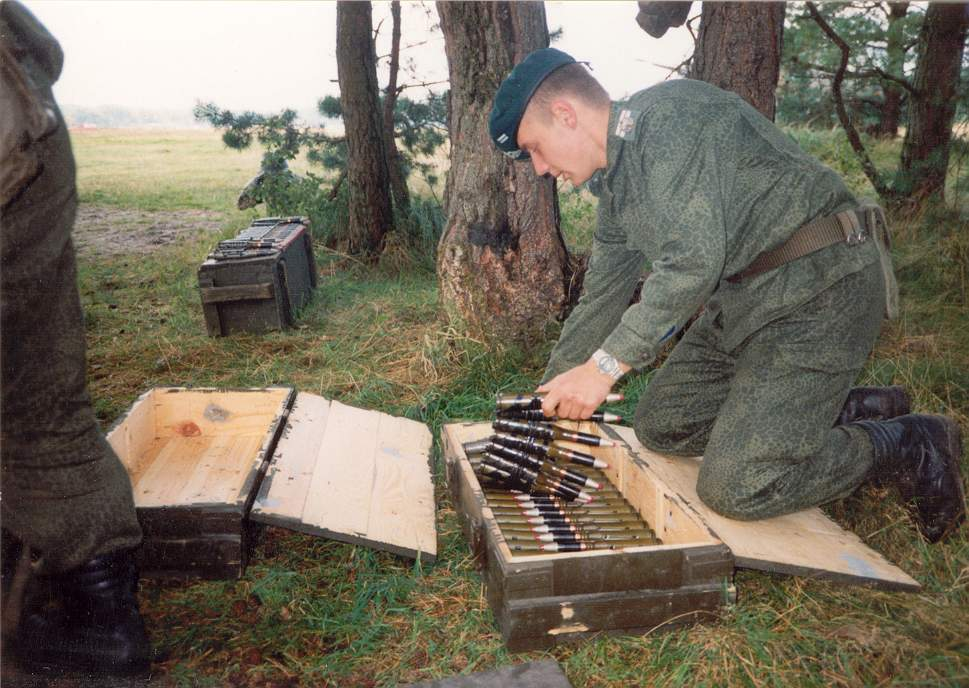
Польський солдат у військовій формі Puma завантажує боєприпаси до ЗУ-23-2

Камуфляж wz. 89 Puma була представлена як наступник Wz. 68 Моро. На відміну від свого попередника, Puma мала кращі параметри маскування серед характерних для Польщі ландшафтах. Він складався лише з 2 кольорів і був не дуже ефективним, оскільки на великій відстані візерунок камуфляжу Puma зливався в єдиний силует, який виділявся на загальному фоні. Вже через 4 роки камуфляж Puma було замінено на новий багатоколірній та більш контрастний шаблон Pantera.
Одностроями з камуфляжем wz. 89 Puma оснащувалися різні частини польської армії, зокрема берегова охорона, парашутисти та підрозділи спецпризначенців. Крім того, з цим камуфляжем вироблялись польові куртки, рюкзаки, бронежилети й нашоломні чохли. На відміну від попереднього та наступного польських камуфляжів Moro та Pantera, варіант камуфляжу Puma існував тільки в одній колірній версії.

## Іноземне використання
Відповідно до угоди, підписаної 30 жовтня 2008 року в Газні між міністром національної оборони Республіки Польща та міністром оборони Ісламської Республіки Афганістан про безоплатну передачу військового майна, армії Афганістану було передано мінімум 3000 утеплених польових курток з камуфляжем wz. 89 Puma.

## Користувачі
- Польща: прийнятий на озброєння в 1989, замінений у 1993, зафіксоване обмежене використання до початку 2000-х[4]
- Ісламська республіка Афганістан